# カタンドゥアネス州

カタンドゥアネス州

カタンドゥアネス州（カタンドゥアネスしゅう、Province of Catanduanes）は、フィリピンのルソン島南東部にあるカラモアン半島沖に浮かぶカタンドゥアネス島を領域とした州である。州都は南端に位置するヴィラク（Virac）。面積は1,511.5km2、人口は260,964人（2015年）。

## 地理
ビコル地方（Bicol Region, Region V）に属する。ルソン島とはマケダ海峡で隔てられ、南部はラゴノイ湾でそれ以外はフィリピン海が取り巻いている。

## 下位行政単位
- 市(City)

市は存在しない
- 町(Municipality)
  - ヴィラク（英語版）(州都)

ほか、バトー(Bato), バラス(Baras), サンミゲル(San Miguel), ヴィガ(Viga), バガマノック(Bagamanoc), ヒグモト(Gigmoto), パンガニバン(Panganiban), パンダン(Pandan), カラモラン(Caramoran), サンアンドレス(San Andres)の、全11の町がある。